# 체스의 부정 행위
체스 부정행위는 체스 규칙의 고의적인 위반이나 플레이어 또는 팀에게 부당한 이점을 주기 위한 기타 행동을 말한다. 부정행위는 여러 형태로 발생할 수 있으며 게임 전, 도중, 또는 후에 일어날 수 있다. 일반적으로 언급되는 부정행위 사례는 다음과 같다: 관중 또는 다른 플레이어와의 공모, 게임 중 체스 엔진 사용, 레이팅 조작, 터치무브 규칙 위반. 의심스러운 동기를 가진 많은 관행은 체스 규칙에 포괄적으로 포함되어 있지 않다.
논란의 여지가 있는 비윤리적 행위가 규칙에 명시적으로 포함되어 있지 않더라도, FIDE 체스 규칙의 11.1조는 다음과 같이 명시한다: "선수는 체스 경기에 불명예를 가져올 어떠한 행동도 하지 않는다." (이는 이전 판의 12.1조였다.) 예를 들어, 고의적으로 잡힌 기물을 다시 보드에 몰래 놓는 것은 상대방에게 시간 보너스를 주고 마지막 합법적인 위치를 복원하는 것으로 제재받는 불법적인 수로 해석될 수 있지만, 체스에 불명예를 가져오는 행위를 금지하는 규칙 또한 게임 패배와 같은 더 엄격한 제재를 내리기 위해 발동될 수 있다.
FIDE는 반부정행위 규정에서 전자 장치 사용 및 대회 조작에 대해 다루고 있으며, 이는 심판이 집행해야 한다. 플레이어의 전자 장치 사용은 엄격히 금지된다. 또한, FIDE 심판 매뉴얼에는 심판을 위한 상세한 부정행위 방지 지침이 포함되어 있다. 온라인 플레이는 별도로 다룬다.

## 역사와 문화
체스에서의 부정행위는 게임 자체만큼이나 오래되었으며, 심지어 체스 관련 사망 사건을 일으켰을 수도 있다. 전설에 따르면, 체스에서의 부정행위에 대한 분쟁으로 인해 북해 제국의 크누트 대왕이 덴마크 귀족을 살해했다고 한다. 가장 많이 선집된 체스 이야기 중 하나는 퍼시벌 와일드의 '미끄러운 느릅나무'(Slippery Elm, 1929)로, 미끄러운 느릅나무 진해정을 통해 메시지를 전달하여 약한 플레이어가 훨씬 강한 플레이어를 이기도록 하는 계략을 다룬다. TV 프로그램들은 제5전선과 치어스의 에피소드를 포함하여 체스 부정행위의 줄거리를 사용했다.

### 자동 장치 속임수
기계가 계산한 수를 두어 부정행위를 하는 현대적인 방식과 달리, 18세기와 19세기에는 숨겨진 인간이 수를 두는 기계로 대중을 속였다. 최초이자 가장 유명한 체스 자동 장치 속임수는 더 투르크(1770)였고, 이어서 아지브(Ajeeb, 1868)와 메피스토(1886)가 뒤를 이었다.

## 공모
수년에 걸쳐, 선수들이 고의로 패배하는 것(종종 친구나 팀원이 타이틀 노름을 얻도록 돕기 위해), 또는 선수들이 화국에 동의하여 토너먼트에서 양측 선수 모두에게 도움이 되도록 하는 등 많은 공모 의혹이 제기되었다. 가장 초기의 증거 중 하나는 1880년 제5회 아메리칸 체스 콘그레스에서 프레스턴 웨어가 제임스 그런디가 화국 계약을 파기하고 대신 승리하려고 했다고 비난한 것이다. 당시 신문 기사는 "웨어의 토너먼트에서 게임을 팔 권리에 대한 주장은 체스 윤리에서 새로운 것이었다... 웨어의 진실성은 의문시되지 않았고, 단지 그의 도덕적 시야의 왜곡만이 문제였다..."라고 기술했다. 1880년 2월 8일 브루클린 이글에 실린 웨어-그런디 사건에 대한 기사에는 웨어에 대한 또 다른 비난을 포함하여 1876년부터 1880년까지의 유사한 공모 및 뇌물수수 혐의 6건이 열거되었다.
공모가 얼마나 효과적일 수 있는지에 대한 의견은 다르다. 예를 들어, 선두 선수가 게임을 화국으로 만들면, 그의 라이벌들이 게임에서 승리하여 그를 따라잡을 수 있게 할 수 있다. 냉전 기간 동안, 소련 선수들은 마치 같은 팀을 위해 경기하는 것처럼 서로 공모했다는 비난을 받았다. 서로 쉽게 화국을 설정하여 비소련 선수들과의 경기에 집중하고 준비하거나, 우대받는 선수가 약한 선수와 경기할 경우 아예 기권했다. 가장 유명한 공모 혐의는 1963년 세계 체스 선수권 대회를 위한 1962년 캔디데이트 토너먼트에서 있었는데, 상위 3명의 소련 선수들이 서로의 모든 경기에서 화국으로 끝냈다. 언론인 니콜라스 길모어는 서방권의 소련 공모 혐의(특히 미국인 보비 피셔의)가 "대부분 근거 없었지만, 완전히는 아니다"라고 생각했지만, 2009년 두 경제학 교수가 쓴 학술 논문은 소련이 그 기간 동안 효과적으로 공모했다고 주장했다.
2011년 IM 그레그 샤하데는 "결과 사전 합의는 체스의 최고 수준에서도 극히 흔한 일이다. 특히 화국의 경우 더욱 그렇다... 체스 최고 수준에는 일종의 침묵의 규범이 존재한다"라고 썼다. 이 주제는 몇 년 전 알렉스 예르몰린스키에 의해 (미국 맥락에서) 부분적으로 제기되었는데, 그는 "마지막 라운드에서 화국이 상금을 주지 않는 상황에 직면했을 때 사람들이 어떻게 행동하는지는 비밀이 아니다... 사람들은 그냥 게임을 던질 것이다"라고 말했다. 2006년 미국 챔피언십 예선과 관련된 사건에 대해 샤하데는 스위스 시스템이 부당한 동기를 부여한다고 비난했다. 프레데릭 프리델은 PCA가 1990년대에 일련의 오픈 토너먼트를 개최하는 것을 고려했지만, 존 눈이 제시한 유사한 이유로 결국 거절했다고 보고했다. 그는 고의로 게임을 지는 것이 "전 세계에서 열리는 많은 오픈 토너먼트에서 매우 현실적"이라고 말했다.

## 터치무브 규칙
체스에서 "터치무브" 규칙은 플레이어(차례가 된)가 자신의 기물 중 하나를 만지면, 합법적인 움직임이 있을 경우 그 기물을 움직여야 한다고 명시한다. 또한, 기물을 들어 다른 칸에 놓으면, 합법적인 움직임일 경우 그 움직임은 유효해야 한다. 상대방의 기물을 만지면, 합법적일 경우 그 기물을 잡아야 한다. 이 규칙들은 유일한 증인이 두 플레이어 자신일 경우 강제하기 어려운 경우가 많다. 그럼에도 불구하고, 이러한 규칙 위반은 부정행위로 간주된다.
한 유명한 사건에서, 가리 카스파로프는 1994년 폴가르 유디트와의 경기에서 잠시 기물을 놓은 후 수를 바꿨다. 카스파로프는 그 게임에서 승리했다. 토너먼트 관계자들은 그가 기물에서 손을 떼는 것을 증명하는 영상 기록을 가지고 있었지만, 증거 공개를 거부했다. 폴가르에게 불리했던 점은 그녀가 불평하기까지 하루를 기다렸다는 것이다. 그러한 주장은 게임 중에 제기되어야 한다. 비디오테이프는 카스파로프가 기물에서 4분의 1초 동안 손을 뗐다는 것을 보여주었다. 인지 심리학자 로버트 솔소는 의식적인 결정을 내리기에는 너무 짧은 시간이라고 말했다.
또 다른 유명한 사건은 1967년 수스 인터조널에서 밀란 마툴로비치와 이스트반 빌렉의 경기에서 발생했다. 마툴로비치는 패배하는 수를 두었지만, "자두브"(J'adoube, "조정합니다"—기물을 제자리에 조정하기 전에 선언해야 함)라고 말한 후 그 수를 되돌렸다. 그의 상대는 심판에게 항의했지만, 수정된 수는 유효하게 허용되었다. 이 사건으로 마툴로비치는 "자두보비치"라는 별명을 얻었다.
2003년 유럽 챔피언십에서는 주라브 아즈마이파라슈빌리와 블라디미르 말라호프 사이에 "되돌리기 게임"이 있었다. 이 두 선수는 결국 대회에서 각각 1위와 2위를 차지했다. 제나 소손코의 저서 《스마트 칩》에 따르면:
두 그랜드마스터는 선두를 다투고 있었고, 이 대결은 엄청난 스포츠적 의미를 지녔다. 자신에게 유리한 엔딩에서 아즈마이[파라슈빌리]는 룩을 먼저 교환하는 대신 비숍으로 수를 두려고 비숍을 집어 들었다. 말라호프는 회상했다: "룩이 아직 보드에 있는 것을 보고, 그는 '아, 물론 먼저 교환해야지' 같은 말을 하고는 비숍을 다시 놓고, 내 룩을 잡았고, 게임은 계속되었다. 이런 상황에서 다르게 무엇을 해야 했을지는 모르겠다—아즈마이의 입장에서는 어떤 이들은 즉시 기권했을 것이고, 내 입장에서는 어떤 이들은 그가 비숍으로 수를 두도록 요구했을 것이다. 하지만 나는 대결의 논리적인 전개를 망치고 싶지 않았으므로, 아즈마이가 다른 수를 두었을 때 반대하지 않았다. 실수는 분명히 체스와는 관련이 없었다! 점수표에 서명했을 때, 아즈마이는 내게 게임을 화국으로 하자고 제안했다. 게임 후에 나는 불쾌한 뒷맛을 느꼈지만, 그것은 주로 내 자신의 플레이 때문이었다."

## 불법적인 수
|   | a | b | c | d | e | f | g | h |   |
| 8 | b8 black rook · e8 black rook · b7 white rook · f7 black pawn · g7 black pawn · h7 black pawn · b6 black king · b5 white bishop · d5 black knight · c3 white pawn · f3 white pawn · c2 white king · g2 white pawn · h2 white pawn · b1 white rook | b8 black rook · e8 black rook · b7 white rook · f7 black pawn · g7 black pawn · h7 black pawn · b6 black king · b5 white bishop · d5 black knight · c3 white pawn · f3 white pawn · c2 white king · g2 white pawn · h2 white pawn · b1 white rook | b8 black rook · e8 black rook · b7 white rook · f7 black pawn · g7 black pawn · h7 black pawn · b6 black king · b5 white bishop · d5 black knight · c3 white pawn · f3 white pawn · c2 white king · g2 white pawn · h2 white pawn · b1 white rook | b8 black rook · e8 black rook · b7 white rook · f7 black pawn · g7 black pawn · h7 black pawn · b6 black king · b5 white bishop · d5 black knight · c3 white pawn · f3 white pawn · c2 white king · g2 white pawn · h2 white pawn · b1 white rook | b8 black rook · e8 black rook · b7 white rook · f7 black pawn · g7 black pawn · h7 black pawn · b6 black king · b5 white bishop · d5 black knight · c3 white pawn · f3 white pawn · c2 white king · g2 white pawn · h2 white pawn · b1 white rook | b8 black rook · e8 black rook · b7 white rook · f7 black pawn · g7 black pawn · h7 black pawn · b6 black king · b5 white bishop · d5 black knight · c3 white pawn · f3 white pawn · c2 white king · g2 white pawn · h2 white pawn · b1 white rook | b8 black rook · e8 black rook · b7 white rook · f7 black pawn · g7 black pawn · h7 black pawn · b6 black king · b5 white bishop · d5 black knight · c3 white pawn · f3 white pawn · c2 white king · g2 white pawn · h2 white pawn · b1 white rook | b8 black rook · e8 black rook · b7 white rook · f7 black pawn · g7 black pawn · h7 black pawn · b6 black king · b5 white bishop · d5 black knight · c3 white pawn · f3 white pawn · c2 white king · g2 white pawn · h2 white pawn · b1 white rook | 8 |
| 7 | b8 black rook · e8 black rook · b7 white rook · f7 black pawn · g7 black pawn · h7 black pawn · b6 black king · b5 white bishop · d5 black knight · c3 white pawn · f3 white pawn · c2 white king · g2 white pawn · h2 white pawn · b1 white rook | b8 black rook · e8 black rook · b7 white rook · f7 black pawn · g7 black pawn · h7 black pawn · b6 black king · b5 white bishop · d5 black knight · c3 white pawn · f3 white pawn · c2 white king · g2 white pawn · h2 white pawn · b1 white rook | b8 black rook · e8 black rook · b7 white rook · f7 black pawn · g7 black pawn · h7 black pawn · b6 black king · b5 white bishop · d5 black knight · c3 white pawn · f3 white pawn · c2 white king · g2 white pawn · h2 white pawn · b1 white rook | b8 black rook · e8 black rook · b7 white rook · f7 black pawn · g7 black pawn · h7 black pawn · b6 black king · b5 white bishop · d5 black knight · c3 white pawn · f3 white pawn · c2 white king · g2 white pawn · h2 white pawn · b1 white rook | b8 black rook · e8 black rook · b7 white rook · f7 black pawn · g7 black pawn · h7 black pawn · b6 black king · b5 white bishop · d5 black knight · c3 white pawn · f3 white pawn · c2 white king · g2 white pawn · h2 white pawn · b1 white rook | b8 black rook · e8 black rook · b7 white rook · f7 black pawn · g7 black pawn · h7 black pawn · b6 black king · b5 white bishop · d5 black knight · c3 white pawn · f3 white pawn · c2 white king · g2 white pawn · h2 white pawn · b1 white rook | b8 black rook · e8 black rook · b7 white rook · f7 black pawn · g7 black pawn · h7 black pawn · b6 black king · b5 white bishop · d5 black knight · c3 white pawn · f3 white pawn · c2 white king · g2 white pawn · h2 white pawn · b1 white rook | b8 black rook · e8 black rook · b7 white rook · f7 black pawn · g7 black pawn · h7 black pawn · b6 black king · b5 white bishop · d5 black knight · c3 white pawn · f3 white pawn · c2 white king · g2 white pawn · h2 white pawn · b1 white rook | 7 |
| 6 | b8 black rook · e8 black rook · b7 white rook · f7 black pawn · g7 black pawn · h7 black pawn · b6 black king · b5 white bishop · d5 black knight · c3 white pawn · f3 white pawn · c2 white king · g2 white pawn · h2 white pawn · b1 white rook | b8 black rook · e8 black rook · b7 white rook · f7 black pawn · g7 black pawn · h7 black pawn · b6 black king · b5 white bishop · d5 black knight · c3 white pawn · f3 white pawn · c2 white king · g2 white pawn · h2 white pawn · b1 white rook | b8 black rook · e8 black rook · b7 white rook · f7 black pawn · g7 black pawn · h7 black pawn · b6 black king · b5 white bishop · d5 black knight · c3 white pawn · f3 white pawn · c2 white king · g2 white pawn · h2 white pawn · b1 white rook | b8 black rook · e8 black rook · b7 white rook · f7 black pawn · g7 black pawn · h7 black pawn · b6 black king · b5 white bishop · d5 black knight · c3 white pawn · f3 white pawn · c2 white king · g2 white pawn · h2 white pawn · b1 white rook | b8 black rook · e8 black rook · b7 white rook · f7 black pawn · g7 black pawn · h7 black pawn · b6 black king · b5 white bishop · d5 black knight · c3 white pawn · f3 white pawn · c2 white king · g2 white pawn · h2 white pawn · b1 white rook | b8 black rook · e8 black rook · b7 white rook · f7 black pawn · g7 black pawn · h7 black pawn · b6 black king · b5 white bishop · d5 black knight · c3 white pawn · f3 white pawn · c2 white king · g2 white pawn · h2 white pawn · b1 white rook | b8 black rook · e8 black rook · b7 white rook · f7 black pawn · g7 black pawn · h7 black pawn · b6 black king · b5 white bishop · d5 black knight · c3 white pawn · f3 white pawn · c2 white king · g2 white pawn · h2 white pawn · b1 white rook | b8 black rook · e8 black rook · b7 white rook · f7 black pawn · g7 black pawn · h7 black pawn · b6 black king · b5 white bishop · d5 black knight · c3 white pawn · f3 white pawn · c2 white king · g2 white pawn · h2 white pawn · b1 white rook | 6 |
| 5 | b8 black rook · e8 black rook · b7 white rook · f7 black pawn · g7 black pawn · h7 black pawn · b6 black king · b5 white bishop · d5 black knight · c3 white pawn · f3 white pawn · c2 white king · g2 white pawn · h2 white pawn · b1 white rook | b8 black rook · e8 black rook · b7 white rook · f7 black pawn · g7 black pawn · h7 black pawn · b6 black king · b5 white bishop · d5 black knight · c3 white pawn · f3 white pawn · c2 white king · g2 white pawn · h2 white pawn · b1 white rook | b8 black rook · e8 black rook · b7 white rook · f7 black pawn · g7 black pawn · h7 black pawn · b6 black king · b5 white bishop · d5 black knight · c3 white pawn · f3 white pawn · c2 white king · g2 white pawn · h2 white pawn · b1 white rook | b8 black rook · e8 black rook · b7 white rook · f7 black pawn · g7 black pawn · h7 black pawn · b6 black king · b5 white bishop · d5 black knight · c3 white pawn · f3 white pawn · c2 white king · g2 white pawn · h2 white pawn · b1 white rook | b8 black rook · e8 black rook · b7 white rook · f7 black pawn · g7 black pawn · h7 black pawn · b6 black king · b5 white bishop · d5 black knight · c3 white pawn · f3 white pawn · c2 white king · g2 white pawn · h2 white pawn · b1 white rook | b8 black rook · e8 black rook · b7 white rook · f7 black pawn · g7 black pawn · h7 black pawn · b6 black king · b5 white bishop · d5 black knight · c3 white pawn · f3 white pawn · c2 white king · g2 white pawn · h2 white pawn · b1 white rook | b8 black rook · e8 black rook · b7 white rook · f7 black pawn · g7 black pawn · h7 black pawn · b6 black king · b5 white bishop · d5 black knight · c3 white pawn · f3 white pawn · c2 white king · g2 white pawn · h2 white pawn · b1 white rook | b8 black rook · e8 black rook · b7 white rook · f7 black pawn · g7 black pawn · h7 black pawn · b6 black king · b5 white bishop · d5 black knight · c3 white pawn · f3 white pawn · c2 white king · g2 white pawn · h2 white pawn · b1 white rook | 5 |
| 4 | b8 black rook · e8 black rook · b7 white rook · f7 black pawn · g7 black pawn · h7 black pawn · b6 black king · b5 white bishop · d5 black knight · c3 white pawn · f3 white pawn · c2 white king · g2 white pawn · h2 white pawn · b1 white rook | b8 black rook · e8 black rook · b7 white rook · f7 black pawn · g7 black pawn · h7 black pawn · b6 black king · b5 white bishop · d5 black knight · c3 white pawn · f3 white pawn · c2 white king · g2 white pawn · h2 white pawn · b1 white rook | b8 black rook · e8 black rook · b7 white rook · f7 black pawn · g7 black pawn · h7 black pawn · b6 black king · b5 white bishop · d5 black knight · c3 white pawn · f3 white pawn · c2 white king · g2 white pawn · h2 white pawn · b1 white rook | b8 black rook · e8 black rook · b7 white rook · f7 black pawn · g7 black pawn · h7 black pawn · b6 black king · b5 white bishop · d5 black knight · c3 white pawn · f3 white pawn · c2 white king · g2 white pawn · h2 white pawn · b1 white rook | b8 black rook · e8 black rook · b7 white rook · f7 black pawn · g7 black pawn · h7 black pawn · b6 black king · b5 white bishop · d5 black knight · c3 white pawn · f3 white pawn · c2 white king · g2 white pawn · h2 white pawn · b1 white rook | b8 black rook · e8 black rook · b7 white rook · f7 black pawn · g7 black pawn · h7 black pawn · b6 black king · b5 white bishop · d5 black knight · c3 white pawn · f3 white pawn · c2 white king · g2 white pawn · h2 white pawn · b1 white rook | b8 black rook · e8 black rook · b7 white rook · f7 black pawn · g7 black pawn · h7 black pawn · b6 black king · b5 white bishop · d5 black knight · c3 white pawn · f3 white pawn · c2 white king · g2 white pawn · h2 white pawn · b1 white rook | b8 black rook · e8 black rook · b7 white rook · f7 black pawn · g7 black pawn · h7 black pawn · b6 black king · b5 white bishop · d5 black knight · c3 white pawn · f3 white pawn · c2 white king · g2 white pawn · h2 white pawn · b1 white rook | 4 |
| 3 | b8 black rook · e8 black rook · b7 white rook · f7 black pawn · g7 black pawn · h7 black pawn · b6 black king · b5 white bishop · d5 black knight · c3 white pawn · f3 white pawn · c2 white king · g2 white pawn · h2 white pawn · b1 white rook | b8 black rook · e8 black rook · b7 white rook · f7 black pawn · g7 black pawn · h7 black pawn · b6 black king · b5 white bishop · d5 black knight · c3 white pawn · f3 white pawn · c2 white king · g2 white pawn · h2 white pawn · b1 white rook | b8 black rook · e8 black rook · b7 white rook · f7 black pawn · g7 black pawn · h7 black pawn · b6 black king · b5 white bishop · d5 black knight · c3 white pawn · f3 white pawn · c2 white king · g2 white pawn · h2 white pawn · b1 white rook | b8 black rook · e8 black rook · b7 white rook · f7 black pawn · g7 black pawn · h7 black pawn · b6 black king · b5 white bishop · d5 black knight · c3 white pawn · f3 white pawn · c2 white king · g2 white pawn · h2 white pawn · b1 white rook | b8 black rook · e8 black rook · b7 white rook · f7 black pawn · g7 black pawn · h7 black pawn · b6 black king · b5 white bishop · d5 black knight · c3 white pawn · f3 white pawn · c2 white king · g2 white pawn · h2 white pawn · b1 white rook | b8 black rook · e8 black rook · b7 white rook · f7 black pawn · g7 black pawn · h7 black pawn · b6 black king · b5 white bishop · d5 black knight · c3 white pawn · f3 white pawn · c2 white king · g2 white pawn · h2 white pawn · b1 white rook | b8 black rook · e8 black rook · b7 white rook · f7 black pawn · g7 black pawn · h7 black pawn · b6 black king · b5 white bishop · d5 black knight · c3 white pawn · f3 white pawn · c2 white king · g2 white pawn · h2 white pawn · b1 white rook | b8 black rook · e8 black rook · b7 white rook · f7 black pawn · g7 black pawn · h7 black pawn · b6 black king · b5 white bishop · d5 black knight · c3 white pawn · f3 white pawn · c2 white king · g2 white pawn · h2 white pawn · b1 white rook | 3 |
| 2 | b8 black rook · e8 black rook · b7 white rook · f7 black pawn · g7 black pawn · h7 black pawn · b6 black king · b5 white bishop · d5 black knight · c3 white pawn · f3 white pawn · c2 white king · g2 white pawn · h2 white pawn · b1 white rook | b8 black rook · e8 black rook · b7 white rook · f7 black pawn · g7 black pawn · h7 black pawn · b6 black king · b5 white bishop · d5 black knight · c3 white pawn · f3 white pawn · c2 white king · g2 white pawn · h2 white pawn · b1 white rook | b8 black rook · e8 black rook · b7 white rook · f7 black pawn · g7 black pawn · h7 black pawn · b6 black king · b5 white bishop · d5 black knight · c3 white pawn · f3 white pawn · c2 white king · g2 white pawn · h2 white pawn · b1 white rook | b8 black rook · e8 black rook · b7 white rook · f7 black pawn · g7 black pawn · h7 black pawn · b6 black king · b5 white bishop · d5 black knight · c3 white pawn · f3 white pawn · c2 white king · g2 white pawn · h2 white pawn · b1 white rook | b8 black rook · e8 black rook · b7 white rook · f7 black pawn · g7 black pawn · h7 black pawn · b6 black king · b5 white bishop · d5 black knight · c3 white pawn · f3 white pawn · c2 white king · g2 white pawn · h2 white pawn · b1 white rook | b8 black rook · e8 black rook · b7 white rook · f7 black pawn · g7 black pawn · h7 black pawn · b6 black king · b5 white bishop · d5 black knight · c3 white pawn · f3 white pawn · c2 white king · g2 white pawn · h2 white pawn · b1 white rook | b8 black rook · e8 black rook · b7 white rook · f7 black pawn · g7 black pawn · h7 black pawn · b6 black king · b5 white bishop · d5 black knight · c3 white pawn · f3 white pawn · c2 white king · g2 white pawn · h2 white pawn · b1 white rook | b8 black rook · e8 black rook · b7 white rook · f7 black pawn · g7 black pawn · h7 black pawn · b6 black king · b5 white bishop · d5 black knight · c3 white pawn · f3 white pawn · c2 white king · g2 white pawn · h2 white pawn · b1 white rook | 2 |
| 1 | b8 black rook · e8 black rook · b7 white rook · f7 black pawn · g7 black pawn · h7 black pawn · b6 black king · b5 white bishop · d5 black knight · c3 white pawn · f3 white pawn · c2 white king · g2 white pawn · h2 white pawn · b1 white rook | b8 black rook · e8 black rook · b7 white rook · f7 black pawn · g7 black pawn · h7 black pawn · b6 black king · b5 white bishop · d5 black knight · c3 white pawn · f3 white pawn · c2 white king · g2 white pawn · h2 white pawn · b1 white rook | b8 black rook · e8 black rook · b7 white rook · f7 black pawn · g7 black pawn · h7 black pawn · b6 black king · b5 white bishop · d5 black knight · c3 white pawn · f3 white pawn · c2 white king · g2 white pawn · h2 white pawn · b1 white rook | b8 black rook · e8 black rook · b7 white rook · f7 black pawn · g7 black pawn · h7 black pawn · b6 black king · b5 white bishop · d5 black knight · c3 white pawn · f3 white pawn · c2 white king · g2 white pawn · h2 white pawn · b1 white rook | b8 black rook · e8 black rook · b7 white rook · f7 black pawn · g7 black pawn · h7 black pawn · b6 black king · b5 white bishop · d5 black knight · c3 white pawn · f3 white pawn · c2 white king · g2 white pawn · h2 white pawn · b1 white rook | b8 black rook · e8 black rook · b7 white rook · f7 black pawn · g7 black pawn · h7 black pawn · b6 black king · b5 white bishop · d5 black knight · c3 white pawn · f3 white pawn · c2 white king · g2 white pawn · h2 white pawn · b1 white rook | b8 black rook · e8 black rook · b7 white rook · f7 black pawn · g7 black pawn · h7 black pawn · b6 black king · b5 white bishop · d5 black knight · c3 white pawn · f3 white pawn · c2 white king · g2 white pawn · h2 white pawn · b1 white rook | b8 black rook · e8 black rook · b7 white rook · f7 black pawn · g7 black pawn · h7 black pawn · b6 black king · b5 white bishop · d5 black knight · c3 white pawn · f3 white pawn · c2 white king · g2 white pawn · h2 white pawn · b1 white rook | 1 |
|   | a | b | c | d | e | f | g | h |   |

부정직한 플레이어는 불법적인 수를 두고 상대방이 알아채지 못하기를 바랄 수 있다. 체스 규칙은 불법적인 수에 대해 시간이 지남에 따라 다른 벌칙을 적용해 왔는데, 즉시 게임 패배에서부터 게임을 되돌리고 상대방 시계에 추가 시간을 주는 것까지 다양했지만, 이는 불법적인 수가 발견되었을 때만 적용된다. 일반적으로 불법적인 수는 시간 압박으로 인한 단순한 실수이지만, 고의로 두어진 경우 부정행위로 간주된다. 고의적인 불법적인 수의 사용은 상위 레벨 게임에서는 드물다. 가장 빠른 경기 외에는 충분히 숙련된 체스 플레이어는 보드 상태에 대한 강한 정신적 이미지를 가지고 있어 조작이 명백하며, 불법적인 수로 인한 벌칙은 부정행위 플레이어가 잡혔을 때 거의 가치가 없음을 의미한다.
고레벨 플레이어가 이런 식으로 비난받은 드문 예는 2017년 리야드에서 열린 세계 블리츠 체스 챔피언십이었다. 에르네스토 이나르키예프는 망누스 칼센과 경기를 하고 있었는데, 두 선수 모두 시간이 거의 남지 않은 상황에서 이나르키예프는 칼센의 이전 체크를 제거하지 못하여 불법적인 수를 두었다. 대신 그는 칼센의 킹을 체크했다. 칼센은 자동으로 킹을 체크에서 벗어나게 움직였지만, 이나르키예프는 칼센이 불법적인 수를 두었다고 주장하며, 칼센의 유일한 합법적인 수는 이나르키예프의 불법적인 수를 지적하는 것이었다고 주장했다. 부심판은 이나르키예프의 규칙 해석에 동의하고 그에게 승리를 주었다. 이 결정은 항소되었고 초기 판결은 뒤집혔으며, 새로운 판결은 경기를 재개하라는 것이었다.  이나르키예프는 자신의 불법적인 수를 사용하여 이기려 한 게임스맨십에 대해 비판을 받았고, 이나르키예프가 경기 재개를 거부하자 칼센이 승리를 가져갔다.

### 보드 조작
불법적인 수의 극단적인 예는 보드를 노골적으로 조작하는 것으로, 예를 들어 경계선에 있는 기물을 잘못된 칸에 조정하거나, 상대방의 기물을 제거하거나, 또는 사기꾼 자신의 위치에 추가 기물을 놓는 것인데, 아마도 상대방이 보드를 관찰하지 않을 때나 클로즈업 매직에서 차용한 눈속임 기술을 통해 할 수 있다. 이런 일은 토너먼트에서는 거의 발생하지 않지만, 붙잡혀도 거의 처벌이 없는 캐주얼 게임에서는 발생할 수 있다. 공공 공원에서 돈을 걸고 캐주얼한 스피드 체스를 하는 일부 "체스 허슬러"들은 이러한 기술을 사용하다가 적발되었지만, 대부분의 허슬러들은 부정행위를 하지 않는다는 것이 일반적인 의견이다.
그랜드마스터 수준에서 물리적 기물 조작의 드문 가능한 예는 보드 밖으로 잡힌 기물을 제거하는 것을 포함한다. 2017년 몬트리올에서 열린 캐나다 챔피언십에서 GM 바토르 삼부예프는 IM 니콜라이 노리친과 블리츠 경기를 하고 있었다. 노리친은 좋은 위치에 있었지만 시간이 매우 부족하여 10초 미만이 남았다. 그는 폰을 8랭크로 이동시켜 승진시켰는데, FIDE 규칙은 승진된 기물로 교체해야만 수가 완료되고 시계를 누를 수 있도록 요구한다. 삼부예프는 검은색 퀸을 손에 숨기고 있었고, 심판들은 예비 퀸을 준비하지 않았다. 시간에 쫓긴 노리친은 예비 퀸이 없다는 불평을 하고 예비 퀸을 요청하기 위해 게임을 중단하는 대신, 거꾸로 놓인 룩을 사용하여 퀸을 원한다는 것을 나타냈다. 앵글 슈팅 측면은 심판들이 중단한 후에 나타났다. 삼부예프는 심판에게 자신이 퀸을 손에 들고 있었고 실수로 다른 이전에 잡힌 기물들과 함께 놓는 것을 잊었다고 알리는 대신, 조용히 퀸을 다른 기물들과 함께 다시 놓았고, 심판들이 노리친이 단순히 룩을 가져가는 실수를 했다고 결론 내리도록 내버려두었다. 심판들은 룩 승진을 유효하다고 판정했다. 삼부예프는 그 게임에서 승리했고, 삼부예프가 퀸을 들고 있다가 다시 놓는 것을 보여주는 비디오가 공개된 후 노리친의 항소는 기각되었다.

## 기술
기술은 체스 부정행위자들이 여러 가지 방식으로 사용해왔다. 가장 흔한 방법은 인터넷이나 우편 체스처럼 원격으로 체스를 둘 때 체스 프로그램을 사용하는 것이다. 부정행위자는 게임을 직접 플레이하는 대신 지금까지의 수를 프로그램에 입력하고 그 제안을 따르는 방식으로, 본질적으로 프로그램이 자신을 대신해 플레이하도록 한다. 대면 경쟁 체스에서 공범자와 전자 통신을 하는 것도 비슷한 유형의 부정행위이다. 공범자는 컴퓨터 프로그램을 사용하거나 단순히 자신의 동료보다 훨씬 더 나은 플레이어일 수 있다. 현대 체스 웹사이트는 이러한 행동을 감지하고 막기 위한 노력의 일환으로, 플레이어가 은밀한 도움을 받았는지에 대한 확률적 판단을 내리기 위해 게임을 사후 분석한다.
온라인 플레이에서 레이턴시를 보상하려는 시도는 악용될 수 있는 잠재적인 영역이다. 많은 체스 프로그램은 두 명의 먼 플레이어가 서로 매치될 때 공정성을 보장하기 위해 플레이어의 시계가 상대방의 수를 받은 후에만 시작되도록 한다. 이것은 클라이언트 측 타이밍이 손상될 경우, 예를 들어 매우 느린 라우터를 가진 척하는 방식으로 여러 가지 전략을 허용했다. 이는 본질적으로 사기꾼의 시계에 추가 시간을 주는 것이었다. 예를 들어, 사기꾼은 상대방의 수를 본 후 수를 두는 데 5초를 걸릴 수 있지만, 그들의 소프트웨어는 서버에 4초만 걸렸다고 주장할 수 있었다. 이는 빠르게 진행되는 게임에서 상당한 이점이다.

### 사건
기술적 부정행위 사건의 엄청난 증가로 인해, 다음 예시들은 높은 수준이거나 역사적으로 중요한 사건에만 초점을 맞춘다.

#### 주요 사건
- 2010년 FIDE 올림피아드 토너먼트 한티만시스크에서 세 명의 프랑스 선수가 컴퓨터 프로그램을 사용하여 수를 결정하는 계획에 연루되어 적발되었다. 그들의 계획은 한 선수인 시릴 마르졸로가 집에서 토너먼트를 관찰하며 컴퓨터 프로그램으로 최적의 수를 결정하는 것이었다. 그는 그 수를 SMS로 팀 코치인 아르노 오샤르에게 보냈고, 오샤르는 다양한 테이블에 서거나 앉아서 선수인 세바스티앙 펠러에게 특정 수를 두도록 신호를 보냈다. 세바스티앙 펠러는 2년 9개월 정지, 시릴 마르졸로는 1년 6개월 정지, 아르노 오샤르는 3년 정지를 FIDE 윤리위원회로부터 받았다.[40] 다른 경우와 달리, 관련된 각 선수는 정식 그랜드마스터 또는 인터내셔널 마스터였다. 팀의 다른 선수들은 이 사실을 알지 못했고 관련되지 않았다.[41][42]
- 보리슬라프 이바노프 스캔들은 2012년과 2013년 체스계에서 세간의 이목을 끄는 사건이었다. 자다르 오픈에서 처음 부정행위가 의심되었고, 이후 큐스텐딜에서도 마찬가지였다. 그는 불가리아 체스 연맹으로부터 4개월 정지 처분을 받았지만, 이 정지는 절차상의 결함으로 뒤집혔고, 부정행위 혐의가 아닌 이바노프의 고소인들에 대한 무례한 행동 때문이었다.[43][44] 여러 차례의 중단 끝에 그는 불가리아 체스 연맹으로부터 영구 제명되었다.[45] 이 사건들은 통계적 방법이 컴퓨터 프로그램과의 수 일치 분석에 사용된 최초의 사례 중 하나였다는 점에서 중요했지만, 결국 그러한 증거는 공식적인 법적 절차에서 사용되지 않았다.[46]
- 2014년 이아시 오픈에서 웨슬리 베르뮬렌은 화장실에서 휴대폰을 보다가 부정행위를 하다가 적발되어 자신의 범죄를 시인했으며, 결국 네덜란드 체스 연맹과 FIDE로부터 1년 정지를 받았다.[47][48][49]
- 2015년 4월, 조지아의 그랜드마스터 가이오스 니갈리제는 경기 중 화장실에서 체스 소프트웨어가 설치된 스마트폰을 사용하는 것이 관계자들에게 발각되어 두바이 오픈 체스 토너먼트에서 출전 정지 처분을 받았다.[50][51] 그는 나중에 그랜드마스터 타이틀을 박탈당하고 3년간 대회 출전 금지 처분을 받았지만, 인터내셔널 마스터 타이틀은 유지할 수 있었다.[52]
- 2016년 2월, 세르게이 아슬라노프는 모스크바 오픈에서 화장실 변기 뒤에 있는 느슨한 타일 밑에 숨겨진 스마트폰을 사용하여 부정행위를 하다가 적발되어 퇴출당했다. 그는 자신의 실수를 인정했지만 범죄는 아니라고 주장했으며, 단 1년 정지 처분만 받았다.[53][54][55]
- 2019년 7월, 이고르스 라우시스는 스트라스부르 오픈에서 화장실에서 휴대폰을 사용하다가 부정행위를 하다가 적발되었다.[56][57] 그는 부정행위를 인정하고 체스에서 은퇴한다고 발표했다.[58] 그는 그해 12월 그랜드마스터 타이틀을 박탈당했다.[59]
- 2020년 10월 1일, 웨슬리 소는 티그란 L. 페트로시안(우연히 니갈리제의 2015년 사건 상대였다)이 Chess.com 2020년 PRO 체스 리그 준결승과 결승전에서 부정행위를 했다고 비난했다. 당시 소는 세계 랭킹 8위 선수였다. 페트로시안은 트위터에서 어린아이 같은 비난으로 소에게 응답했다.[60] Chess.com은 페트로시안과 그의 팀인 아르메니아 이글스가 공정 플레이 규정을 위반했음을 확인했다. 그 팀은 실격 처리되었고, 세인트루이스 아치 비숍스가 챔피언이 되었다. Chess.com과 PRO 체스 리그는 모두 페트로시안에게 영구 제명 처분을 내렸다.[61]
- 2021년 3월, 다당 수부르라는 인도네시아 선수가 레비 로즈만과 컴퓨터 지원 경기를 펼쳐 90% 이상의 정확도를 기록했다. 로즈만은 부정행위 패턴을 확인하고 다당의 계정을 신고했다. 인도네시아 언론은 다당이 합법적인 선수라고 주장하며 로즈만에 대한 온라인 비난을 부추겼다. 다당의 IM 이레네 수칸다르와의 다음 경기는 유튜브에서 125만 명의 실시간 시청자를 기록하며 체스 스트림 역사상 최고 기록을 세웠다. 다당은 수칸다르에게 3연패를 당했으며, 정확도는 40% 미만이었다.[62]
- 2022년 9월, 세계 챔피언 망누스 칼센은 한스 니만이 2022년 신케필드 컵에서 부정행위를 했다고 비난했다.[63][64] Chess.com의 보고서에 따르면 니만은 상금이 걸린 이벤트를 포함하여 100개 이상의 온라인 게임에서 부정행위를 저질렀다고 한다.[65] 이 보고서는 니만이 수를 둘 때 다른 화면으로 전환한 증거와 니만이 대니얼 나로디츠키, 크리코르 메키타리안, 데이비드 파라비안, 얀 네폼냐시, 벤자민 복을 포함한 상위 선수들을 상대로 부정행위를 했다는 결론을 내렸다. 니만은 대니얼 렌치 Chess.com 최고 체스 책임자에게 사적으로 혐의를 시인했으며, 플랫폼에서 영구 제명되었다.[66] 2022년 10월, 니만은 망누스 칼센과 Chess.com을 명예 훼손 혐의로 1억 달러의 소송을 제기했다.[67][68] 이 소송은 2023년 6월 기각되었다.[69]

#### 역사적인 사건
- 기술을 이용한 부정행위의 가장 초기 사례 중 하나는 1993년 월드 오픈 체스 토너먼트에서 발생했다. "존 폰 노이만"(존 폰 노이만과는 무관)이라는 이름의 무등급 플레이어가 오픈 섹션에서 9경기 중 4+1⁄2승을 거두었으며, 여기에는 그랜드마스터와의 화국도 포함되었다. 이 플레이어는 토너먼트 중 헤드폰을 착용하고 있었고, 특정 순간에 주머니에서 수상한 부풀림이 울렸다. 토너먼트 디렉터가 그가 체스에 대한 기본적인 이해조차 부족하다는 것을 발견하자 그는 실격 처리되었다.[70]
- 1998년 뵈블링겐 오픈에서 클레멘스 알베르만이 프리츠를 사용하여 부정행위를 했다는 혐의를 받았고, 지방 검사의 조사가 증거에 대해 결론을 내리지 못하자 바이에른 체스 연맹은 그가 미래 토너먼트에 참가하는 것을 금지했다.[71]
- 2002년 람페르트하임 오픈 토너먼트에서 심판은 7라운드 이전에 한 선수의 실격을 발표했다. 마르쿠스 켈러는 무슨 일이 있었는지 설명했다:[72]

6라운드에서 한 선수가 나에게 와서 상대방, L. 출신 W.S.가 경기 중 불법적인 보조 도구를 사용하고 있다고 의심한다고 말했다. 그는 자주 오랜 시간 동안 화장실에 갔는데, 특히 자기 차례일 때 그랬다. 그는 이전 라운드에서도 다른 선수들을 상대로 이런 행동을 했다. 나는 W.S.를 지켜봤고, 그가 몇 수를 매우 빠르게 두고 화장실로 사라지는 것을 발견했다. 나는 그를 따라갔고, 칸막이에서 아무 소리도 들리지 않았다. 나는 문 아래를 들여다보았고, 그의 발이 옆으로 향해 있어서 화장실을 사용하고 있지 않다는 것을 알 수 있었다. 그래서 나는 옆 칸막이로 들어가 변기 위에 서서 칸막이 벽 너머로 보았다. 나는 W.S.가 휴대용 컴퓨터를 들고 서 있었는데, 그 컴퓨터에는 실행 중인 체스 프로그램이 표시되어 있었다. 그는 스타일러스를 사용하여 조작하고 있었다. 나는 즉시 그 선수를 실격 처리했다. 그는 추궁받자 이메일을 확인하고 있었다고 주장했지만, 나는 그에게 컴퓨터를 보여달라고 요구했고 그는 거부했다. 화장실에서의 내 조사에는 증인이 있으며, 우리는 우리 주 체스 연맹에 그 선수의 다른 토너먼트 출전을 금지해 달라고 요청할 것이다.
- 2005년 HB 글로벌 체스 챌린지(미네소타주 미니애폴리스)에서, 언더-2000 섹션의 한 선수가 최종 라운드 경기 중에 부정행위 혐의로 퇴장당했다. 토너먼트 관계자에 따르면, 그는 경기 중에 휴대폰으로 반복적으로 통화하다가 적발되었는데, 이는 해당 이벤트의 공지된 규칙에서 명시적으로 금지되어 있었다. 감독들은 그가 건물 다른 곳에 있는 공범자로부터 전화로 수를 받고 있었다고 의심했다. 그의 결과는 토너먼트에서 삭제되었고 윤리 위반 혐의가 제기되었다. 6주 후, 같은 선수가 월드 오픈에 참가하여 언더-2200 섹션에서 공동 1위에서 3위를 차지하여 5,833달러를 챙겼다. 주최측이 미네소타에서의 이전 사건을 뒤늦게 알게 되자, 해당 이벤트 중간에 그를 퇴출하려는 시도가 있었다. 그러나 월드 오픈에서 그가 부정행위를 했다는 구체적인 혐의가 없어, 그가 법적 조치를 위협하자 주최측은 철회하고 그를 재입장시켰다.[73]
- 2006년 수브로토 무케르지 기념 국제 레이팅 체스 토너먼트에서 한 인도 체스 선수가 부정행위로 인해 10년간 경쟁 체스 출전이 금지되었다.[74] 수브로토 공원에서 열린 토너먼트에서 우마칸트 샤르마는 모자에 꿰맨 블루투스 지원 장치를 통해 공범자로부터 체스 컴퓨터를 이용한 지시를 받다가 적발되었다.[75][76] 그의 공범자들은 건물 밖에 있었고, 컴퓨터 시뮬레이션에서 수를 전달하고 있었다. 관계자들은 샤르마가 지난 18개월 동안 비정상적으로 높은 레이팅 점수를 획득하고 심지어 전국 챔피언십에 진출하는 것을 보고 의심하게 되었다.[76] 우마칸트는 1933의 평균 레이팅으로 그 해를 시작하여 64경기에서 500점 이상을 획득하여 2484의 레이팅을 달성했다. 관계자들은 우마칸트의 수가 체스 컴퓨터가 제안한 것과 정확히 일치한다는 여러 서면 불만을 접수했다.[75] 결국, 토너먼트 7라운드에서 인도 공군 관계자들은 상위 8개 보드의 선수들을 금속 탐지기로 수색했고, 우마칸트만이 부정행위를 하고 있음을 발견했다. 우마칸트의 10년 출전 정지는 올인도 체스 연맹(AICF)이 우마칸트 자신이 제출한 증거와 토너먼트 주최측이 압수한 전자 장치를 검토한 후 부과되었다.[74] 이 벌칙은 가혹하다고 여겨졌는데, 특히 도핑과 승부조작으로 적발된 다른 스포츠 선수들이 그처럼 장기간의 정지를 받지 않았다는 점을 고려하면 더욱 그렇다.[77] 관계자들은 출전 정지에 대해 질문을 받자 "우리는 솔직히 모든 선수들에게 엄중한 메시지를 보내고 싶었다. 그것은 시험에서 부정행위를 하는 것과 같다"라고 말했다.[77]
- 2006년 필라델피아 월드 오픈에서 하위 섹션에서 경기하던 스티브 로젠버그는 마지막 라운드 전에 선두를 달리고 있었다. 승리하면 약 18,000달러를 벌 수 있었다. 그는 토너먼트 디렉터에게 추궁받았고 "포니토"라는 무선 송수신기를 사용하고 있음이 밝혀졌다. 그는 이벤트에서 실격 처리되었다. 같은 이벤트에서 유진 바르샤브스키 또한 낮은 랭킹 선수치고는 비정상적으로 좋은 성적을 보였고 그의 수가 상업용 체스 엔진 슈레더와 일치한다는 이유로 부정행위 혐의를 받았다. 비록 그에게서나 그가 사용하던 화장실 칸막이에서 부정행위 장치나 송신기는 발견되지 않았지만.[78]
- 2007년 네덜란드 리그 2C의 베르겐 옵 좀과 AAS 간의 경기에서, 심판은 AAS 팀의 주장(6번 보드에서 경기 중)이 PDA를 사용하는 것을 적발했다. 선수는 경기장 밖에 있었고, 신선한 공기를 마시기 위해 허락을 받았다. 심판이 그를 따라갔고 그가 포켓 프리츠를 사용하는 것을 적발했다. 화면에는 현재 경기의 위치가 표시되어 있었다. 심판은 경기를 패배로 선언하고 네덜란드 연맹에 이 사건을 통보했다. 경기 관리자는 중징계를 통보했다: 선수는 그 시즌뿐만 아니라 다음 두 시즌 동안 네덜란드 리그 및 컵 경기에 출전하는 것이 금지되었다. 경기 관리자는 연맹의 경기 규정 20.3조를 적용했다.[79]
- 2008년 두바이 오픈에서 무등급 이란 선수 M. 사다트나자피(당시 레이팅 2288)는 그랜드마스터 리 차오와 경기 중 휴대폰으로 문자 메시지를 통해 제안된 수를 받다가 적발되어 토너먼트에서 실격 처리되었다.[80] 경기는 인터넷으로 생중계되고 있었으며, 그의 친구들이 경기를 지켜보며 컴퓨터를 사용하여 그를 안내하고 있었다는 주장이 제기되었다.[80]
- 2009년 노스 체스 클럽 100주년 기념 1600 이하 토너먼트에서 14세 소년이 화장실에서 심판이 "휴대용 기계"라고 부르는 것을 사용하다 적발되었다. 경기는 패배로 선언되었고 소년은 토너먼트에서 퇴출당했다. 그는 플레이스테이션 포터블에서 체스마스터 프로그램을 사용하고 있었다. 이는 호주에서 체스 선수가 전자 장치를 사용하다 적발된 첫 사례였기 때문에 비교적 작은 호주 체스 커뮤니티에서 큰 이야기가 되었다.[81]
- 2011년 독일 체스 챔피언십에서 FM 크리스토프 나치디스는 마지막 라운드 경기에서 GM 세바스티앙 시브레히트를 상대로 스마트폰의 체스 프로그램을 사용했다. 나치디스는 자신이 부정행위를 저질렀다고 인정했으며, 챔피언십에서 실격 처리되었다.[82]
- 2012년 버지니아 학술 및 대학 챔피언십에서 한 선수가 PDA에서 실행되는 체스 엔진을 사용하다 적발되었다. 이 선수는 토너먼트에서 실격 처리되었고, 버지니아 체스 연맹 회원 자격이 정지되었으며, USCF에 윤리 위반 혐의가 제기되었다. 다른 사건들과 달리, 이 선수는 USCF 토너먼트에서 사용이 허용된 두 가지 전자 체스 기보 프로그램 중 하나인 eNotate를 사용하는 것처럼 체스 엔진을 위장하여 사용하고 있었다. 이 선수는 그 경기에서만 체스 엔진을 사용했다고 인정했지만, 그의 결과는 그가 여러 토너먼트에서 프로그램을 사용해왔음을 시사했다.[83]
- 2013년 코크 콩그레스 체스 오픈에서 16세 선수가 화장실에서 스마트폰으로 체스 프로그램을 사용하다가 상대방에게 발각되었다. 상대방은 칸막이 문을 걷어차고 물리적으로 그를 끌어냈다. 상대방은 폭력 행위로 10개월 정지 처분을 받았다. 16세 선수는 부정행위로 4개월 정지 처분을 받았다.[84][85][86]
- 2016년 1월, 맹인 노르웨이 선수 스타인 비외르센은 컴퓨터 분석과 매우 높은 상관관계를 보이는 경기를 한 후 부정행위 혐의를 받았다. 그의 장애로 인해 비외르센은 녹음기와 이어플러그를 연결하여 자신의 수를 기록할 수 있도록 허락받았다. 이어플러그는 나중에 녹음기와 호환되지 않지만 블루투스를 통해 메시지를 수신할 수 있음이 밝혀졌다. 2016년 4월, 그는 노르웨이 체스 연맹(NSF) 중앙 이사회로부터 국내 대회 2년 정지 처분을 받았다.[87] 비외르센의 연맹 규칙 위원회에 대한 항소는 2016년 9월 기각되었다.[88] 비외르센은 정지 기간을 마친 후 2018년에 복귀했다. 그해 3월, 그는 호르텐에서 열린 클럽 토너먼트 중 손에 테이프로 붙인 블루투스 이어피스를 가지고 있다가 적발되었다. 연맹은 2018년 5월 비외르센을 퇴출시켰다.[89]
- 2021년 6월, 인도 억만장자 니킬 카마트는 Chess.com이 주최한 라이브 동시 시범 경기 자선 행사에서 전 세계 챔피언 비스와나탄 아난드를 상대로 부정행위를 저질렀다.[90][91] 이 웹사이트는 카마트의 계정을 공정 플레이 정책 위반으로 차단했다.[92][91] 이 사건은 소셜 미디어에서 큰 비판과 논의를 불러일으켰고, 카마트는 분석가와 컴퓨터를 사용했다고 고백하며 "혼란을 야기한" 것에 대해 사과했다.[93]
- 2024년 10월, 키릴 셰브첸코는 멜리야에서 열린 스페인 팀 챔피언십에서 부정행위를 하다가 적발되었다. 화장실 칸막이에서 그의 필체와 유사한 필체의 메모와 함께 휴대폰이 발견되었다.[94] 그는 토너먼트에서 실격 처리되었고 그 결과 75일간 출전 정지 처분을 받았다.[95]
- 2025년 4월, DrLupo는 Chess.com의 PogChamps 토너먼트에서 체스 엔진을 사용하여 부정행위를 저질렀다. 그는 토너먼트에서 실격 처리되었다. 처음에는 부인했지만, 결국 부정행위를 인정했다.[96][97][98]

## 레이팅 조작
1960년대에 엘로 평점이 도입된 이래로, 레이팅 시스템을 조작하려는 여러 시도가 있었다. 이는 자신의 레이팅을 의도적으로 부풀리거나, 레이팅 포인트를 의도적으로 잃어 자신의 실력을 감추기 위한 것이었다.

### 샌드배깅
샌드배깅은 많은 상금이 걸린 토너먼트의 하위 섹션에 참가할 자격을 얻기 위해 고의적으로 레이팅 게임에서 패배하여 자신의 레이팅을 낮추는 것을 포함한다. 이는 대규모 오픈 토너먼트의 하위 섹션에서도 상금이 10,000달러를 넘을 수 있는 미국에서 가장 흔하다. 샌드배깅은 감지하고 증명하기 매우 어렵기 때문에 USCF는 그 영향을 최소화하기 위해 이전 레이팅 또는 상금 획득에 기반한 최소 레이팅을 포함시켰다.

### 소규모 선수 풀
극히 드물거나 전혀 외부 선수와 대결하지 않는 제한된 선수 풀은 엘로 레이팅 시스템에 왜곡을 초래할 수 있다. 특히 한 명 이상의 선수가 다른 선수들보다 훨씬 강하거나, 결과가 의도적으로 조작될 경우 더욱 그렇다.
클로드 블러드굿은 이런 방식으로 USCF 레이팅 시스템을 조작했다는 비난을 받았다. 1996년 절정기에는 그의 USCF 레이팅이 2700을 넘어 당시 미국에서 두 번째로 높았다. 장기 수감자였던 그는 상대할 수 있는 상대의 범위가 필연적으로 제한되었다. USCF는 그가 고의적으로 상대의 레이팅을 부풀렸다고 의심했지만, 블러드굿은 이를 부인하며 자신의 부풀려진 레이팅이 훨씬 약한 제한된 선수 풀과 정기적으로 대결한 결과로 인한 레이팅 시스템의 기형 때문이라고 주장했다.
1990년대 후반에는 이상한 버마(미얀마) 레이팅 변동에 대한 광범위한 보도가 있었으며, 밀란 노브코비치는 Schach 잡지에서 조작에 대한 분석을 제공했다.

### 허위 토너먼트 보고
레이팅 조작의 가장 주목할 만한 국제적 사례는 루마니아의 알렉산드루 크리샨과 관련이 있는데, 그는 그랜드마스터 타이틀을 얻기 위해 토너먼트 보고서를 위조한 혐의를 받았으며 2001년 4월 FIDE 레이팅 목록에서 세계 33위에 올랐다. 이 문제를 감독하는 위원회는 그의 레이팅을 삭제하고 그랜드마스터 타이틀을 취소할 것을 권고했다. 루마니아 체스 연맹은 처음에는 크리샨에 대한 조치를 선호했지만, 결국 그가 RCF 회장이 되어 정책을 변경했고, FIDE가 개입하여 크리샨의 레이팅을 포함한 RCF의 여러 문제에 대한 해결책을 중재하는 상황을 만들었다. 이후 크리샨은 Urex Rovinari 회사 관리와 관련된 사기 혐의로 체포되어 수감되었고 체스계에서 사라졌다. 따라서 그는 해결책의 조건을 이행하지 못했고, 타이틀 박탈에 대한 위 권고사항이 활성화되었다. FIDE는 2015년 8월이 되어서야 온라인 정보를 완전히 업데이트하여 그의 모든 타이틀을 삭제하고 레이팅을 2132로 조정했다. 크리샨 사건에 대해 글을 쓸 때, 이안 로저스는 안드레이 마카로프(당시 FIDE 부회장이자 러시아 체스 연맹 회장)가 1994년에 존재하지 않는 토너먼트를 통해 자신을 위해 IM 타이틀을 마련했다고 주장했다.
체스계에서는 조작된 토너먼트에 대한 소문이 흔히 들린다. 예를 들어, 2005년 FIDE는 알루슈타(우크라이나) 토너먼트의 노름을 승인하기를 거부했는데, 게임이 윤리적 기대치를 충족하지 못한다고 주장했기 때문이다. 관련 선수들 중 다수가 이 문제에 대해 항의했다.
2005년의 또 다른 우크라이나 토너먼트는 완전히 가짜인 것으로 밝혀졌다. 보통 가장 강한 선수들은 이러한 일에 연루되지 않는다. 이들은 주로 경력주의적인 선수들이 타이틀 노름이나 작은 레이팅 상승을 얻기 위한 것이기 때문이다. 그러나 주라브 아즈마이파라슈빌리는 1995년 스트루미차 토너먼트의 결과를 조작하여 그가 체스 엘리트에 도달하도록 했다는 혐의를 받았다. 2003년, 스베시니코프는 이러한 고위급 크리샨 및 아즈마이파라슈빌리 사건을 "공공연한 비밀"이라고 언급했는데, 당시 두 용의자는 FIDE 정치에 깊이 관여하고 있었다.

## 동시 시범 경기
체스에 대한 지식이 없는 플레이어는 동시 체스에서 흰색 상대를 상대로 둔 수와 검은색 상대를 상대로 둔 수를 복제함으로써 50%의 점수를 얻을 수 있다. 즉, 상대방이 시범을 주는 사람 대신 서로 경기를 하는 것이다. 이는 바스크 체스와 같은 일부 이벤트에서는 부정행위로 간주될 수 있다. 이는 짝수 명의 상대에게 적용될 수 있다. 무대 마술사 데렌 브라운은 그의 텔레비전 쇼에서 여덟 명의 영국 체스 선수를 상대로 이 속임수를 사용했다. 대부분의 동시 시범 경기에서는 시범을 주는 플레이어가 모든 경기에서 항상 같은 색깔(관습적으로 흰색)을 플레이하기 때문에 이 속임수는 효과가 없다. 혼합 그룹이라 하더라도, 대면 경기에서 이 속임수를 사용하려는 시도는 평소보다 수가 더 지연되기 때문에 상당히 명백하다. 플레이어는 항상 주어진 보드를 보고 즉시 수를 두지 않고, 반대 보드에서 본 수를 미러링하고, 응답을 기다린 다음, 원래 보드로 응답을 다시 보내야 하기 때문이다.

## 같이 보기
- 스포츠 부정행위

## 더 읽어보기
- 하트슨, 윌리엄 롤랜드. (1976). How to Cheat at Chess: Everything You Always Wanted to Know about Chess, But Were Afraid to Ask. 영국: 허친슨 & Co. (출판사) Ltd. ISBN 978-0091261115, 0091261112 1st ed. - 1976; ISBN 9781857440997, 1857440994 2nd ed. - 1994